# Post Mortem (film 2010)
Post Mortem è un film del 2010 diretto da Pablo Larraín, ambientato nel Cile del 1973, durante il colpo di Stato di Augusto Pinochet.
Il film è stato presentato in concorso al 67º Festival di Venezia.

## Trama
Santiago del Cile, 1973. Negli ultimi giorni del governo socialista di Salvador Allende, Mario Corneo è un impiegato dell'obitorio della città (che si occupa di trascrivere le autopsie) che si innamora di Nancy, una ballerina di burlesque sua vicina di casa. Durante il golpe di Augusto Pinochet, l'obitorio presso cui lavora Mario si riempie senza sosta di cadaveri e Nancy scompare insieme a tutta la sua famiglia. La ragazza si nasconde nel cortile della casa di Mario, che le porta il cibo e le sigarette. Intanto, all'obitorio, i morti riempiono le sale, i corridoi, le scalinate dell'ospedale.